# 여산서초등학교
여산서초등학교는 대한민국 전라북도 익산시 여산면 두여신기길 54 (두여리)에 있었던 공립 초등학교이다.

## 연혁
- 1972년 3월 7일 여산국민학교 여산서분교장 개교
- 1976년 3월 1일 여산서국민학교 분리
- 1995년 3월 1일 급식소 개축
- 1996년 3월 1일 여산서초등학교 개칭
- 2003년 12월 18일 강당 준공 및 학교 리모델링
- 2009년 3월 1일 폐교